# Ла Крос (Флорида)
Ла Крос (енгл. La Crosse) град је у америчкој савезној држави Флорида. По попису становништва из 2010. у њему је живело 360 становника.

## Демографија
Према попису становништва из 2010. у граду је живело 360 становника, што је 217 (151,7%) становника више него 2000. године.
| Група             | 2000.       | 2010.       |
| Белци             | 102 (71,3%) | 222 (61,7%) |
| Афроамериканци    | 31 (21,7%)  | 65 (18,1%)  |
| Азијати           | 0 (0,0%)    | 2 (0,6%)    |
| Хиспаноамериканци | 10 (7,0%)   | 59 (16,4%)  |
| Укупно            | 143         | 360         |